# コンパスジェリー
コンパスジェリー（Chrysaora hysoscella）は、ヤナギクラゲ属のクラゲの一種。

## 概要
ケルト海、地中海などに生息している。小魚を触手で捕食している。

## 特徴

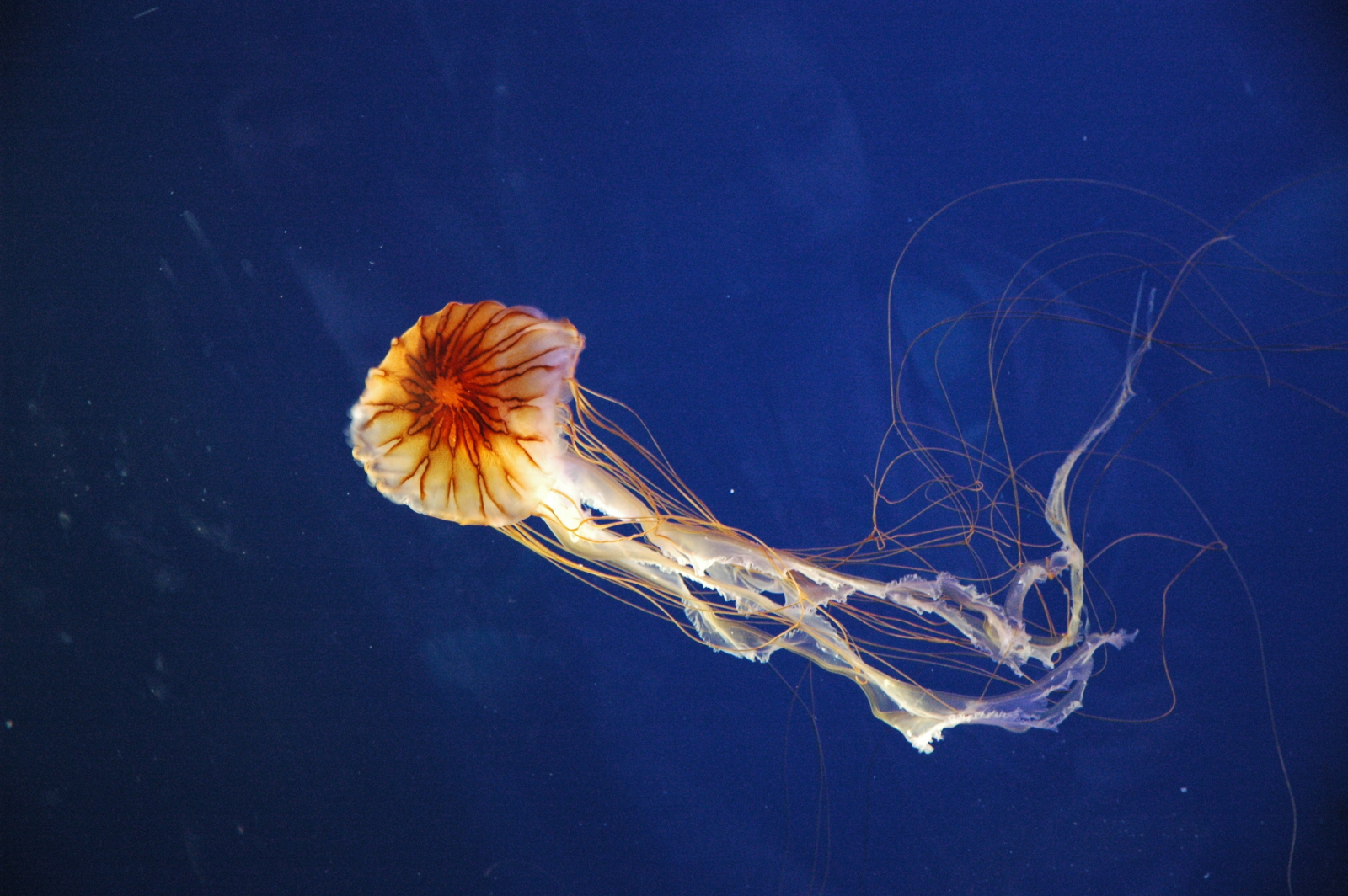
コンパスジェリー（比較用）

赤い筋模様が広がっているため、アカクラゲとかなり似ているが、触手の色が赤くなっている。

口腕が傘の下からくっきり分かれている点がコンパスに似ていることから命名された。

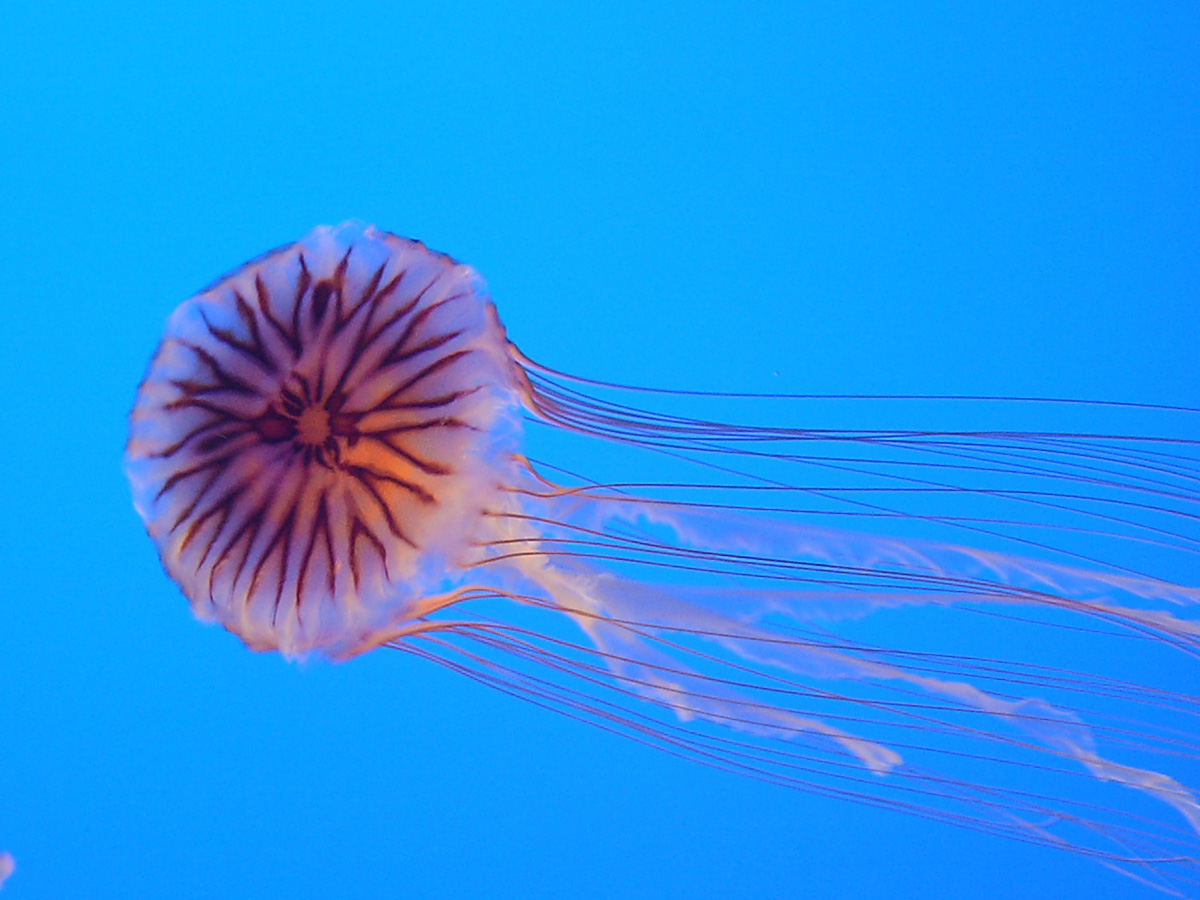
アカクラゲ（比較用）